# مرآة إسكندري (أهلي الشيرازي)
مرأة إسكندري هي نسخة فارسية من الأدب الذي يتناول قصة الإسكندر، ألَّفها أهلي الشيرازي، وأكملها في عام 1543.
تأثر كتاب "مرآة إسكندري" بالمؤلفات الفارسية السابقة عن الإسكندر، بما في ذلك "إسكندر نامه" لنظامي الكنجوي، بل وأكثر من ذلك نص سابق يحمل نفس الاسم، وهو "مرآة إسكندري" لأمير خسرو الذي ألفه في القرن الثالث عشر. يبلغ طوله حوالي 2300 بيت، وقد أُهدي إلى طهماسب الأول، شاه إيران الصفوي في منتصف القرن السادس عشر.

## الملخص
ينقسم العمل إلى قسمين (دفتر). الأول أطول بكثير من الثاني، ويبلغ طوله 1757 بيت. تدور أحداثها حول الصدام والسلام اللاحق بين الإسكندر وخاقان الصين. كما يُلخص غزوات الإسكندر ورحلاته العالمية بشكل سريع، ثم قصة حب بين الإسكندر والأمازون الصينية، بعد تمثيل أمير خسرو. أما القسم الثاني فهو مخصص لوصف دور الإسكندر بحماية الفنون (بما في ذلك الهندسة والعمارة والرسم وما إلى ذلك)، وكيف أقام حاجزًا ضد يأجوج ومأجوج (حيث يُعرفه وفقًا للتقاليد الإسلامية التي تربط الإسكندر بذي القرنين في القرآن الكريم)، وكيف بنى مدينة محصنة وأشرف على مسابقة بين الرسامين الصينيين والروميين. مسابقة الرسم هي نسخة من قصة سابقة ظهرت لأول مرة في عمل عربي يعرف باسم إحياء علوم الدين للغزالي (ت 1111). في القسم الأخير، دمر الإسكندر اليونان الوثنية ولم ينجُ منه سوى أفلاطون، وهيراقليدس، والطبيب أبقراط. وفي رواية أمير خسرو، يحدث الشيء نفسه، باستثناء أن فرفوريوس بقي في مكان أبقراط.

## الطبعات
- عبدي بك شيرازي، عين اسكندري ، أد. أبو الفضل هاشم رحيموف (موسكو، 1977)